# Acmaeops angusticollis
Acmaeops angusticollis là một loài bọ cánh cứng trong họ Cerambycidae.